# オロデス3世
オロデス3世（Orodes III、? - 6年、在位：西暦4年 - 6年）は、アルサケス朝パルティアの王。
フラーテス5世とムサの統治に反発する貴族らによって擁立されたが、「あまりにも残虐であったために」すぐに国内の支持を失い殺されたとされている。
その治世に関してはほとんど何も知られていない。死後、新たにローマに人質に出されていたヴォノネス1世が呼び戻されてパルティア王となった。